# US-amerikanische Badmintonmeisterschaft 1948
Die US-amerikanische Badmintonmeisterschaft 1948 fand im Frühjahr 1948 in Waco statt. Es war die achte Auflage der nationalen Titelkämpfe im Badminton in den USA.

## Titelträger
| Disziplin    | Sieger                             |
| ------------ | ---------------------------------- |
| Herreneinzel | David G. Freeman                   |
| Dameneinzel  | Ethel Marshall                     |
| Herrendoppel | David G. Freeman Wynn Rogers       |
| Damendoppel  | Thelma Scovil Janet Wright         |
| Mixed        | Clinton Stephens Patricia Stephens |